# Élections sénatoriales de 1989 dans la Drôme
Les élections sénatoriales dans la Drôme ont lieu le dimanche 24 septembre 1989. 
Elles ont pour but d'élire les sénateurs représentant le département au Sénat pour un mandat de neuf ans.

## Contexte départemental
Lors des élections sénatoriales du 28 septembre 1980 dans la Drôme, deux sénateurs PS sont élus, Gérard Gaud et Maurice Pic.
Depuis, tous les effectifs du collège électoral des grands électeurs sont renouvelés, avec les élections législatives de 1988 dans la Drôme, les élections régionales françaises de 1986, les élections cantonales de 1985 et 1988 et les élections municipales françaises de 1989.

## Rappel des résultats de 1980
| Candidat et parti politique | Candidat et parti politique | Candidat et parti politique | Premier tour | Premier tour |
| Candidat et parti politique | Candidat et parti politique | Candidat et parti politique | Voix         | %            |
| --------------------------- | --------------------------- | --------------------------- | ------------ | ------------ |
|                             | Gérard Gaud                 | PS                          | 556          | 58,84        |
|                             | Maurice Pic                 | PS                          | 543          | 57,46        |
|                             | Paul Durand                 | UDF                         | 220          | 23,28        |
|                             | André Bossanne              | UDF                         | 215          | 22,75        |
|                             | Claude Seyve                | PCF                         | 179          | 18,94        |
|                             | Jean-Pierre Rambaud         | PCF                         | 172          | 18,20        |
|                             |                             |                             |              |              |
| Inscrits                    | Inscrits                    | Inscrits                    | 965          | 100,00       |
| Abstentions                 | Abstentions                 | Abstentions                 | 5            | 0,52         |
| Votants                     | Votants                     | Votants                     | 960          | 99,48        |
| Blancs et nuls              | Blancs et nuls              | Blancs et nuls              | 15           | 1,56         |
| Exprimés                    | Exprimés                    | Exprimés                    | 945          | 98,44        |

## Sénateurs sortants
| Sénateur | Sénateur    | Parti | Fonctions lors de l'élection en 1980                      |
| -------- | ----------- | ----- | --------------------------------------------------------- |
|          | Maurice Pic | PS    | Sénateur sortant, conseiller général, maire de Montélimar |
|          | Gérard Gaud | PS    | Conseiller général, maire de Bourg-lès-Valence            |

## Candidats
Dans la Drôme, les sénateurs sont élus au scrutin majoritaire à deux tours. 
| Candidats | Candidats         | Parti | Principale fonction                         |
| --------- | ----------------- | ----- | ------------------------------------------- |
|           | Marcel Robert     | PCF   | Maire de Grignan                            |
|           | Martial Langlais  | PCF   | Maire de Lapeyrouse-Mornay                  |
|           | Gérard Gaud       | PS    | Sénateur sortant, conseiller général        |
|           | Jean Besson       | PS    | Conseiller régional, conseiller général     |
|           | Gilbert Sauvan    | UDF   | Conseiller général, maire de Cléon-d'Andran |
|           | Gabriel Biancheri | RPR   | Conseiller général, maire d'Hauterives      |

## Résultats
Les nouveaux représentants sont élus pour une législature de 9 ans au suffrage universel indirect par les 1 135 grands électeurs du département.
| Candidat et parti politique | Candidat et parti politique | Candidat et parti politique | Premier tour | Premier tour |
| Candidat et parti politique | Candidat et parti politique | Candidat et parti politique | Voix         | %            |
| --------------------------- | --------------------------- | --------------------------- | ------------ | ------------ |
|                             | Gérard Gaud                 | PS                          | 622          | 56,60        |
|                             | Jean Besson                 | PS                          | 581          | 52,87        |
|                             | Gilbert Sauvan              | UDF                         | 406          | 36,94        |
|                             | Gabriel Biancheri           | RPR                         | 366          | 33,30        |
|                             | Marcel Robert               | PCF                         | 105          | 9,55         |
|                             | Martial Langlais            | PCF                         | 103          | 9,37         |
|                             |                             |                             |              |              |
| Inscrits                    | Inscrits                    | Inscrits                    | 1 135        | 100,00       |
| Abstentions                 | Abstentions                 | Abstentions                 | 9            | 0,88         |
| Votants                     | Votants                     | Votants                     | 1 126        | 99,12        |
| Blancs et nuls              | Blancs et nuls              | Blancs et nuls              | 26           | 2,31         |
| Exprimés                    | Exprimés                    | Exprimés                    | 1 100        | 97,69        |